# Csaitanja
Csaitanja, (Chaitanya, Csaitanja Maháprabhu, caitanya mahāprabhu Bengáli চৈতন্য মহাপ্রভূ)(1486 – 1534) más néven Srí Krisna Csaitanja a bengáli vaisnavizmus központi alakja, követői a védikus irodalom bizonysága alapján Krisnával azonosítják, aki Srímatí Rádhárání hangulatát és színét elfogadva a Kali-juga avatárájaként jelent meg.

## Srí Csaitanja életének főbb eseményei
1486. február 18. Megszületik Srídháma Májápurában
1486 – hat hónapos korában szertartásosan felajánlják neki az első falat gabonából készült ételt, majd pénzérméket és könyveket helyeznek elé, hogy megtudják a jövőben mi fogja érdekelni.
1494 – beiratkozik Ganga Dásza Pandita iskolájába.
1496 – bátyja, Visvarúpa szerzetes lesz.
1500 – feleségül veszi Laksmípriját.
1502 – saját iskolát nyit.
1503 – Gájába utazik, ahol avatást kap Ísvara Purítól
1508 – Laksmí elvesztése után elveszi Srímatí Visnupriját.
1509 – a szankírtana mozgalom terjesztésébe kezd, felszabadítja Csand Kazit.
1510 – szerzetesi fogadalmat tesz.
1510 – Orisza utazik, meglátogatja Száksí Gópála templomát.
1510. március – Vaisnava hitre téríti Szárvabhauma Bhattácsárját.
1510. április – Dél-Indiába menet találkozik Rámánanda Rájáva.
1510. augusztus-november – Rangaksétrán tölti az esős évszak hónapjait.
1511 – visszatér Dzsagannátha Puríba
1514. október – Bengáliába utazik, ahol találkozik Rúpa- és szanátana Gószvámíval.
1515. június – Sántipurán keresztül visszatér Puríba, majd Vrindávanába indul.
1516 – visszatér Puríba, amelyet nem hagy el élete hátralevő részében.
1516-1522 – Puríban lakva híveit mozgalmának terjesztésére buzdítja.
1517. március – Srí rúpa és szanátana megérkeznek Vrindávanába.
1517 – Raghunátha Dásza Gószvámí Puríba érkezik
1518. március – Srí Szanátanát Vrindávanába küldi. Vallabhácsárja Puríba érkezik.
1520 – megszervezi Sríla Haridásza Thákura temetési ceremóniáját.
1534 – a Tóta Gópínátha templom oltárába olvadva eltávozik.

## Születése
Srí Csaitanja Maháprabhu a hindu naptár szerint Sakábda 1470. évének Phálguní Púrnimá estéjén napnyugatkor született, amely a Gergely-naptár szerint a Krisztus utáni 1486-os esztendő február tizennyolcadikának felel meg. Apja Dzsagannátha Misra, anyja Srímatí Sacsídévi voltak. Srí Csaitanya szülei tizedik gyermekeként látta meg a napvilágot, testvérei azonban bátyja, Visvarúpa kivételével hamar meghaltak.

## Családja
Srí Csaitanja Maháprabhu nagyapja Upendra Misra Dháká-daksina-grámában lakott, Sríhatta járásban. Hét fia volt, név szerint: Kamszári, Paramánanda, Padmanábha, Szarvésvara, Dzsagannátha, Dzsanárdana és Trailókjanátha. Dzsagannáthát, Srí Csaitanja édesapját Purandarának is nevezték. Miután Nadiába költözött, Sacsídévit, a navadvípai Nílámbara Csakravartí lányát vette feleségül. Házasságukból nyolc leány született, de ők közvetlenül a születésük után mind meghaltak. Ezután egy Visvarúpa nevű fiuk született, aki korán, még Srí Krisna Csaitanja gyermekkorában szerzetesi fogadalmat tett és szülei nagy bánatára elhagyta a családot. Ezután Dzsagannátha Misra hamarosan meghalt. Visvarúpa fogadalomtételének napján a Sankaráranja nevet vette fel s a Sholapurában fekvő Pándapurában hagyta el ezt a világot 1509-ben.
A Csaitanja-csaritámrita szerint Sacsídévi utolsó terhessége tizenhárom holdhónapig tartott, amikor is a telihold napján megszületett Csaitanja. Négy évvel bátyja távozása után Csaitanja édesanyja kérésére megnősült, a Vaikunthapurában született Laksmít, Vallabhácsárja lányát vette el. Huszonkét éves korában, Kelet-Bengáliai utazása alatt feleségét kígyó marta meg és meghalt, de édesanyja kérésére újra megházasodott a navadvípai Szanátana Misra lányát, Laksmípriját hitveséül fogadva.
Srí Csaitanja szerzetesi esküje után még egyszer, Sántipurában találkozott édesanyjával, majd Puríba költözve örökre megvált családjától.

## Tanulmányai
Srí Csaitanja első tanárai Szudarsana Pandit és Visnu Pandit voltak, később szülei Gangádásza oktatására bízták. Két év alatt nagy műveltségre tett szert a szanszkrit nyelvtan és beszéd területén. Apja könyvei segítségével egyedül tanulmányozta a szmritit és a nyjáját, s tízéves korára már komoly ismeretekkel rendelkezett e téren, mint ahogy retorikai tudása is jelentős volt. Tizenhat éves korában saját iskolát nyitott, s tudományos vitákban nemcsak a falujabeli bölcseket, de az India szerte híres Késava Kásmírit is legyőzte.
Tizenhét éves korában tanítványai körében Gajába utazott, ahol vaisnava avatást kapott Ísvara Purítól, Mádhavendra Purí bizalmas tanítványától. Ezután a vaisnava hit lelkes terjesztőjévé vált.
Amikor egy alkalommal hozzá hasonló korú diákjai megkritizálták, eldöntötte, hogy tanítása társadalmi elfogadottságának biztosítása érdekében szerzetesi fogadalmat tesz, mivel a kor emberei a szerzetesi rend tagjait megkülönböztetett tiszteletben részesítették. Katvába utazott, ahol a Sankarától származó rendbe tartozó Késava Bháratitól kapott szerzetesi avatást, huszonnégy éves korában.
Fogadalomtétele után családjától megválva Puríba, a híres orisszai zarándokhelyre költözött, ahol megérkezésekor találkozott Szárvabhauma Bhattával, Pratáparudra király udvari tudósával. Szárvabhauma Srí Csaitanja szépségét látván attól félt, hogy az ifjúnak később nehézséget okozhat a szigorú szerzetesi életforma követése, ezért felajánlotta, hogy bevezeti a Védánta tudományába, amely megmentheti az illuzórikus világi élettől. Maháprabhu azonban elutasította a Bhattácsárja monista magyarázatait és tanítója felszólítására úgy mutatta be a szútrák jelentését, hogy a Bhattácsárja azonnal meghódolt előtte és tanítványává vált.

## Tanítása
Srí Csaitanja csak egy rövid, nyolc versszakos költeményt hagyott az utókorra, amely magába sűríti az általa tanított filozófiát és vallásos gyakorlatot. Közvetlen tanítványait bízta meg azzal a feladattal, hogy részletesen kifejtsék e versek jelentését, megalapozzák a bengáli vaisnavizmus teológiáját és feltárják azokat a szent helyeket, ahol Srí Krisna ötezer évvel ezelőtt a kedvteléseinek hódolt. Követőinek első generációjából különösen a Hat Gószvámí (Rúpa, Szanátana, Gópála Bhatta, Raghunátha Bhatta, Raghunátha Dásza és Dzsíva Gószvámí) munkássága kiemelkedő.
Bhaktivinóda Thákura a következő versben foglalta össze Srí Csaitanja tanításait:
"A Holdhoz hasonlóan aranyszínben ragyogó Úr maga jött el, hogy megtanítsa az embereknek a következőket:
[1]A Védák állításai szerint [2] Hari (az Úr Krisna) a legfelsőbb igazság, [3] minden energia forrása, [4] a transzcendentális ízek óceánja, [5] s az élőlények az ő különálló részei, [6] akik közül néhány az anyag börtönében sínylődik, [7] míg mások szabadok az anyagi természet törvényeinek hatásától. [8] Az Úr azonos a teremtésével, ugyanakkor mégis különbözik tőle. [9] A tökéletesség elérésének módszere az Ő szerető szolgálata, [10] s a tökéletesség nem más, mint a tiszta istenszeretet elnyerése."
Csaitanja Maháprabhu ugyan tagja volt a négy hagyományosan elfogadott vaisnava tanítványi láncolat Madhvától származó ágának, annak dualista filozófiájával ellentétben azonban az acsintja-bhédábhéda (egyidejű egység és különbözőség) filozófiát hirdette. Kulturális vonalát ezért sokszor külön tanítványi láncként tartják számon, származására és követőinek többségére utalva bengáli vaisnavizmusnak nevezve azt.

## Prédikációs tevékenysége
Gájából hazatérve Srí Csaitanja addigi viselkedése megváltozott. Tanultságára való büszkesége az agresszív szellem és a fényűző öltözködés szeretete teljesen eltűnt belőle . Viselkedésén eluralkodtak a vallásos érzelmek. Híveivel éjszakánként összegyűlt Srívász Thákura házában, hogy elmerüljenek a Haré Krisna mantra éneklésében. Ezek az összejövetelek kezdetben szigorúan zártkörűek voltak, később azonban a környék minden lakóját arra kértek, hogy énekeljék a szent neveket. A feléledő vaisnavizmus látványa haragra gerjesztette a helyi muzulmánokat, akik panaszt tettek elöljárójuknál. Chand Kazi, a hódítók helyi vezetője betiltotta az éneklést, de Srí Csaitanja polgári engedetlenségi mozgalmat szervezve a Kazi házához vezette a tömegeket, majd a koránról beszélgetve megtérítette.
Mindez jellemző volt Csaitanja Maháprabhu prédikálására. Az átlagembereket elbűvölte édes énekével, akik így egy emberként követték őt, míg az előkelő rétegek művelt képviselőivel mély teológiai eszmecseréket és vitákat folytatott, s így nyerte meg támogatásutat. Ilyen művelt, arisztokratikus születésű követői voltak Rúpa és Szanátana Gószvámí, akiket tíz napig, illetve két hónapon keresztül személyesen tanított, Szvarúpa Dámodara és Orisza királya, Rádzsa Pratáparudra is, akinek társadalmi helyzeténél fogva komoly problémát jelentett a szigorú szerzetesi életet élő Csaitanja megközelítése.
Csaitanja fontos célként tűzte ki maga elé, hogy legyőzze Sankara félig ateista filozófiájának követőit, akik közül olyan művelt tudósokat állított maga mellé, mint Sárvabhauma Bhatta és Prakásánanda Szaraszvati, aki több ezer tanítványával egyetemben a követője lett.
Vallabha Bhattát, a pusti-márga vaisnava tanítványi láncolat vezéralakját is helyreigazította.
Prédikációs tevékenységének fontos mozzanata Dél-Indiai útja, amelyről a Csaitanja-csaritámrita (Madhja 9. 3-5) így ír:
"Srí Csaitanja Maháprabhu dél-indiai útja minden bizonnyal rendkívüli volt, hiszen sok ezer zarándokhelyre látogatott el. Azzal az ürüggyel, hogy sorra látogatja e zarándokhelyeket, az Úr sok ezer ott lakót térített meg és szabadított fel. Pusztán azzal, hogy megérintette a szent helyeket, nagy zarándokhelyekké változtatta őket. Arról, hogy milyen sorrendben látogatta végig az Úr Csaitanja Maháprabhu a zarándokhelyeket, nem tudok beszámolni. Mindent összefoglalva annyit mondhatok csupán, hogy az Úr felkeresett minden egyes szent helyet, jobbra és balra, amerre csak járt."